# Lőrinc Szabó

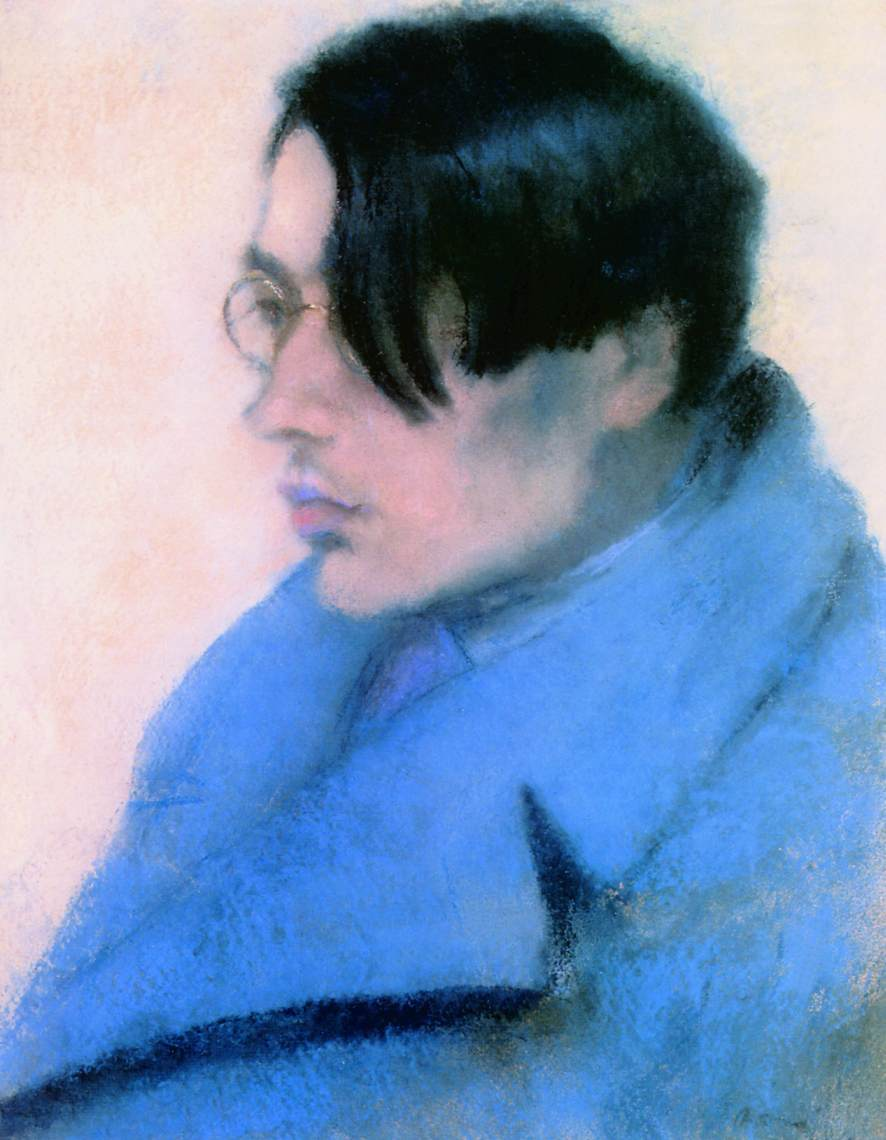
Retrato de Lőrinc Szabó pintado por József Rippl-Rónai (1923).

Lőrinc Szabó de Gáborján (Miskolc, 31 de marzo de 1900 – Budapest, 3 de octubre de 1957) fue un poeta y traductor húngaro.

## Biografía
Lőrinc Szabó nació en Miskolc, pero cuando tenía tres años su familia se mudó a Balassagyarmat, donde asistió a la escuela. Después estudió en el ELTE, en Budapest, donde se hizo amigo de Mihály Babits. Sin embargo, no completó sus estudios, y comenzó a trabajar para la revista literaria Az Est en 1921, poco después de casarse con Klára Mikes, hija de Lajos Mikes. Allí trabajó hasta 1944. Entre 1927 y 1928 fundó y editó la revista Pandora.
Sus primeros poemas fueron publicados en los años 1920 en la revista Nyugat ("Occidente"), que dominó la escena literaria húngara durante el primer tercio del siglo. Su primer libro de poemas se publicó en 1922 con el título de Föld, erdő, Isten ("Tierra, bosque, Dios"), y obtuvo un considerable éxito. Recibió el Premio Baumgarten en tres ocasiones: en 1932, 1937 y 1943. Tradujo al húngaro diversas obras de Shakespeare (Timón de Atenas en 1935, Como gustéis en 1938, Macbeth en 1939, Troilo y Crésida en 1948); Las flores del mal de Baudelaire; el Gran Testamento de François Villon; La escuela de las mujeres de Molière; Las cuitas del joven Werther de Goethe, así como obras de Verlaine, Tyutchev, Pushkin y Krylov.
En el congreso literario de Lillafüred hizo énfasis en la belleza de la poesía de guerra. Esto hizo que fuese considerado un autor de derechas, por lo que, terminada la guerra, fue apartado de la vida cultural, y solo pudo seguir publicando traducciones, pero no obra original. Sin embargo, su importancia fue reconocida poco después de su muerte, cuando recibió el Premio Kossuth.

## Poesía
Muchos de sus poemas están dedicados a sus hijos, Lóci y Klári, mientras que otros recuerdan su propia infancia. El ciclo de sonetos titulado El 26º año (1957), por su parte, fue escrito en memoria de su amor de toda la vida, Erzsébet Korzáti, que se suicidó en 1950.

## Obras
- Föld, erdő, Isten (Tierra, bosque, Dios, 1922)
- Kalibán (Calibán, 1923)
- Fény, fény, fény (Luz, luz, luz, 1926)
- A Sátán műremekei (Obras maestras de Satanás, 1926)
- Te meg a világ (Tú y el mundo, 1932)
- Különbéke (Paz por separado, 1936)
- Harc az ünnepért (Lucha por la fiesta, 1938)
- Régen és most (Antaño y ahora, 1943)
- Tücsökzene (Música de grillos, 1947)
- A huszonhatodik év (El 26º año, 1957)

- Datos: Q561656
- Multimedia: Lőrinc Szabó / Q561656